# Оренбургские французы
Оренбургские французы — этнические французы, жившие на территории Оренбурга, и их прямые потомки. Потомки осевших среди Оренбургских казаков французских военнопленных времен Отечественной войны 1812 года, принятых в российское подданство и приписанных к Оренбургскому казачьему войску.
Такова например судьба П. К. Делоне, с 1850 по 1853 годы бывшего старшим врачом Симбирских больничных заведений. Или Дезире д’Андевиля, чей сын — генерал от инфантерии и Наказной атаман Уральского казачьего войска Виктор Дандевиль — был одним из немногих, кто сохранил имя на французский манер. В отличие от немцев (вестфальцев и вюртембержцев), полностью оказаченных, но помнивших о своих германских корнях, большинство французов полностью обрусели уже во втором поколении, и, например, потомки француза Ларжинц стали Жильцовы.
В феврале 1813 года, когда война ещё продолжалась за пределами России, в Оренбургской губернии отбывали срок 2 штаб-офицера, 49 обер-офицеров, 1527 нижних чинов и даже две женщины. Всего — 1580 человек. К этой же дате умерло 325 иностранцев.
В конце 1815 года в городе Верхне-Уральск первые пятеро пленных подали прошение о вступлении в российское подданство. Их звали: Антуа́н Берг, Шарль Жозе́ф Буше́н, Жан Пьер Бикело́н, Антуа́н Викле́р, Эдуа́р Ланглуа́. Они были причислены к казакам Оренбургского войска.
Немного позднее в казаки был записан ещё один пленный француз — офицер Жан Жандр, который проживал в крепости Кизильской. П. Л. Юдин в книге «Ссыльные 1812 года в Оренбургском крае» (1896 г.) пишет: «В Оренбургском казачьем войске в настоящее время насчитывается 48 человек потомков пленных воинов „Великой Армии“ Наполеона, и сохранились в полной неприкосновенности, не переиначенными только две фамилии французских — Жандр и Ауц. А вот сын Якова Ивановича Жандр Иосиф Яковлевич известен в Кизильском районе уже под фамилией Жандров. Видимо в 20-е годы XIX столетия небезопасно было носить иностранную фамилию Жандр и было добавлено окончание „ов“, что было логично, как Жандров сын».
Оказачившихся бывших французов на самом деле было не около 100, как указывалось в официальных документах. К началу XX века в Оренбургском войске всё ещё числилось больше 200 «наполеоновских» казаков.